# Nicolas Ghesquière
Nicolas Ghesquière (Comines, 9 maggio 1971) è uno stilista francese, direttore creativo della linea donna di Louis Vuitton.

## Biografia
Nato nella dipartimento Nord dell'Alta Francia, ai confini con il Belgio, Ghesquière cresce però a Loudun, città paterna. Nell'entroterra francese pratica sport e sviluppa l'interesse per diventare uno stilista già all'età di 12 anni, intraprende così alcuni tirocini prima da agnès b. e poi da Corinne Cobson.

### Carriera
Al termine dei suoi studi, dal 1990 al 1992, lavora come assistente di Jean-Paul Gaultier, e successivamente disegna per Thierry Mugler e Trussardi. Nel 1997 approdando da Balenciaga, dopo che il suo predecessore Josephus Thimister era stato licenziato e dopo aver mostrato le sue capacità disegnando una linea di abiti per il mercato giapponese. Ghesquière donerà alla maison una nuova vita dopo la morte negli anni Settanta del fondatore Cristóbal Balenciaga, non allontanandosi troppo dal solco segnato dallo stilista spagnolo ma aggiungendo componenti futuriste e avanguardiste che rimandano ad immaginari fantascientifici, come la saga di Star Wars o alla serie La fuga di Logan. In questi anni collaborerà ugualmente con personalità provenienti dal mondo dell'arte come Dominique Gonzalez-Foerster, Chloë Sevigny, Françoise Hardy e Charlotte Gainsbourg, aumentandone la fama e la stima.
Nel 2012, dopo 15 anni nella maison spagnola, acquistata nel 2001 dal gruppo Pinault-Printemps-Redoute, lascia la direzione del marchio. L'anno seguente, succede a Marc Jacobs nella direzione di Louis Vuitton

## Riconoscimenti
- 2000: premio Avant-Garde Designer ai VH1/Vogue Fashion Awards.[9]
- 2001: premio internazionale dal Council of Fashion Designers of America.
- 2006: nominato tra le 100 personalità più influenti da Time.[10]
- 2007: nominato cavaliere dell'Ordine delle arti e delle lettere francese.
- 2014: premio International Designer of the Year ai British Fashion Awards.[11]